# Ascensore per la Luna
Ascensore per la Luna (Jumping Off the Planet) è un romanzo fantascientifico di formazione per ragazzi dello scrittore David Gerrold pubblicato nel 2000, prima opera della trilogia The Dingilliad.

## Trama
(David Gerrold, Ascensore per la Luna)
Charles Dingillian è un tredicenne che vive con la madre divorziata e i suoi due fratelli a Bunker City, una città sotterranea per profughi costruita nei pressi di El Paso. Le risorse mondiali si stanno esaurendo e si sta tentando di ridurre la popolazione eugeneticamente scoraggiando la nascita di femmine e proponendo incentivi ai maschi eterosessuali che accettano di diventare artificialmente omosessuali. Nuove malattie stanno mietendo vittime in tutti i continenti e lo spettro della carestia aleggia tra le nazioni. L'unica speranza per il futuro dell'umanità è rappresentata dalle colonie spaziali e dai viaggi interstellari, favoriti dalla costruzione di un immenso ascensore spaziale, "la Linea", soprannominato "la pianta di fagioli". La Linea è costituita da tre giganteschi e lunghissimi cavi ancorati a terra a una struttura denominata "Terminus". Lungo i cavi, a un'ora di viaggio dalla Terra, si trova la stazione intermedia "One-Hour". Risalendo la struttura, in orbita geostazionaria, si incontra la stazione "Geostationary" punto di lancio delle navi interstellari. Al termine dell'ascensore è ancorato l'asteroide "Fairpoint", usato come zavorra. Tutta la Linea è abitata, autosufficiente dalla Terra grazie a impianti di energia e fattorie costruite lungo i cavi e ampiamente popolata.
La madre dei ragazzi, Margareth, dal carattere iracondo è in forte contrasto con l'ex marito e tenta con tutte le forze di frapporsi tra questi e i figli. Dal canto suo Max, il padre di Charles, del quasi maggiorenne Douglas e del più piccolo Bobby, non accetta di essere estromesso dalla vita dei figli e durante una vacanza, all'insaputa dell'ex moglie, si imbarca sulla Linea con i tre ragazzi sperando di convincerli durante il viaggio a emigrare con lui nelle colonie spaziali. Nello spazio, infatti, le condizioni di vita, seppure dure, sono migliori che sulla Terra prossima al collasso. Margareth, accortasi del piano di Max, ricorre alla legge per impedirne la fuga, mentre l'uomo gioca ogni carta per mantenere la custodia dei figli, allontanandosi dalla terra fino alla stazione "Geostationary" ove l'estradizione non è facile.
La fuga è favorita dal fatto che nel frattempo la zona dove è ubicata "Terminus" è spazzata da una tempesta di incredibile violenza e che i collegamenti lungo i cavi sono stati interrotti. Tra l'altro l'Autorità che gestisce la Linea sta programmando di tagliare i cavi e abbandonare la sovrappopolata Terra al suo destino liberando l'autonomo ascensore nello spazio. Durante la fuga i tre ragazzi scoprono che gli alti costi del viaggio sono stati coperti dai proventi di Max come corriere illegale di dati, e non tollerando più i sotterfugi del padre, e le nevrosi di entrambi i parenti, impegnati in continue lotte tra di loro, a discapito dei figli, decidono di annullare legalmente la patria potestà dei genitori. Con l'aiuto di Mickey, innamoratosi del più grande dei tre ragazzi Dingillian, di sua madre Olivia, avvocato sulla stazione Geostationary e del giudice Griffith, i tre ragazzi riescono a ottenere l'indipendenza dai genitori a liberarsi della loro influenza negativa ed egoismo, emigrando verso le colonie spaziali.

## Personaggi
Charles DingillianIl protagonista del romanzo, soprannominato dai familiari "ragnetto", tredicenne appassionato di musica, con problemi comportamentali risultato delle ostilità che caratterizzano i rapporti familiari.
Douglas DingillianSoprannominato da Charles "Lo Strano", quasi diciottenne, dall'intelligenza straordinaria, vorrebbe ottenere una borsa di studio in cambio del cambiamento coatto delle sue preferenze sessuali, pratica in voga sulla Terra per limitare la sovrappopolazione. Perde tale opportunità quando lo sponsor universitario appura la sua omosessualità e quindi l'inutilità del trattamento.
Roberto "Bobby" DingillianIl più piccolo dei tre fratelli Dingillian, soprannonminato "Piscione" per ovvi motivi. Viziato e lagnoso, ma profondamente legato ai suoi fratelli.
Max DingillianFamoso musicista padre dei tre fratelli Dingillian, sottrae i figli alla custodia della madre, da cui è divorziato, sperando di convincerli a partire con lui per lo spazio, apparentemente preoccupato per il loro futuro sulla Terra, ma soprattutto egoisticamente preoccupato di non poterli più rivedere.
Margareth "Maggie" CampbellLa madre dei tre ragazzi, odia l'ex marito con il quale ha continue discussioni. Di carattere iracondo, l'elemento scatenante del divorzio è stato l'infedeltà della donna con un'amica.
Georgia GriffithIl giudice di "Geostationary" il cui intervento risolutivo permette ai tre ragazzi Dingillian di espatriare e di liberarsi dalle negative influenze del padre e della madre.
Mickey PatridgeVentunenne, lavora come assistente di volo sulle navette che percorrono i cavi della Linea. Ha una relazione con Douglass di cui si innamora e con il quale decide di partire per le colonie spaziali.
OliviaAvvocato e agente specializzata in espatri di lavoratori per le colonie spaziali. È la madre di Mickey e amica del giudice Griffith.
Bolivar HidalgoFaccendiere, ingaggiato da ignoti per recuperare i dati contrabbandati da Max.

## Edizioni
- (EN) David Gerrold, Jumping Off the Planet, 1ª ed., Tor Books, 2000,  pp. 288, ISBN 978-0-312-89069-8.
- David Gerrold, Ascensore per la Luna, traduzione di Cecilia Scerbanenco, Urania, vol. 1439, Mondadori, 2002,  p. 268.